# Elektronika BK
Elektronika BK ime je za porodicu 16-bitnih kućnih računala koja su se proizvodila i prodavala u Sovjetskom Savezu od 1985. godine. Ovaj sistem je razvila sovjetska znanstvena institucija NPO znanstveni centar oko mikroprocesora К1801ВМ1 (kompatibilno s DEC LSI-11), i bilo je jedino "službeno" kućno računalo u masovnoj proizvodnji.

## Tehnička svojstva
- Mikroprocesor : KP1801BM1 16-bitni kompatibilan s DEC PDP-11
- Takt: 3Mhz
- Memorija:
  - ROM : 32 KB
  - RAM : 32 KB
- Grafika:
  - 512x256 monokromna
  - 256x256 u 4 boje
- Ulazno/izlazni međuspojnice
  - serijski RS-232
  - spojnica za QBUS sabirnicu
  - izlaz za televiziju
  - ulaz/izlaz za kasetofon
- Tipkovnica
  - QWERTZ s 92 tipke (ćirilica)
- Operacijski sustav
  - BIOS
  - ugrađeni programski jezik FOCAL
- Vanjske jedinice :
  - disketni pogon
  - tvrdi disk
  - igraća palica